# Genner Sogn
Genner Sogn er et sogn i Aabenraa Provsti (Haderslev Stift).
Genner Kirke blev i 1935 indviet som filialkirke til Øster Løgum Kirke. Genner blev så et kirkedistrikt i Øster Løgum Sogn, som havde hørt til Sønder Rangstrup Herred i Aabenraa Amt. Øster Løgum sognekommune inkl. kirkedistriktet blev ved kommunalreformen i 1970 indlemmet i Rødekro Kommune, der ved strukturreformen i 2007 indgik i Aabenraa Kommune.
Da kirkedistrikterne blev nedlagt 1. oktober 2010, blev Genner Kirkedistrikt udskilt som det selvstændige Genner Sogn.